# Cultura da Itália
A Cultura da Itália é famosa pela sua arte e pelos seus monumentos, entre os quais se encontram a Torre de Pisa, o Coliseu de Roma, bem como pela sua comida (pizza, pasta, etc.), vinho, estilo de vida, elegância, design, cinema, teatro, literatura, poesia, artes plásticas, música (especialmente a Ópera), e, de uma forma geral, por aquilo que é considerado por muita gente "bom gosto".
Itália é considerada o berço da civilização ocidental e uma superpotência cultural. A Itália tem sido o ponto de partida de fenómenos de impacto internacional como a Magna Graecia, o Império Romano, a Igreja Católica Romana, o Renascimento, o Risorgimento e a integração europeia. Durante sua história, a nação deu à luz um número enorme de pessoas notáveis.
As faces internas e externas da cultura ocidental nasceram na península italiana, quer se trate da história da fé cristã, das instituições civis (como o Senado), da filosofia, do direito, da arte, da ciência ou dos costumes sociais e cultura.
A Itália era o lar de muitas civilizações bem conhecidas e influentes, incluindo os etruscos, samnitas e romanos, ao mesmo tempo hospedando colônias de importantes civilizações estrangeiras como os fenícios e gregos, cuja influência e cultura tiveram um grande impacto através da península. As culturas etrusca e samnita floresceram na Itália antes do surgimento da República Romana, que os conquistou e incorporou. Fenícios e gregos estabeleceram assentamentos na Itália começando vários séculos antes do nascimento de Cristo, e os assentamentos gregos, em particular, desenvolveram-se em florescente civilizações clássicas. As ruínas gregas no sul da Itália são talvez o mais espetacular e melhor preservado em qualquer lugar.
O país possui várias cidades mundialmente famosas. Roma era a antiga capital do Império Romano e sede do Papa da Igreja Católica. Florença foi o coração do Renascimento, um período de grandes realizações nas artes no final da Idade Média. Outras cidades importantes incluem Turim, que costumava ser a capital da Itália, e é agora um dos grandes centros do mundo de engenharia automobilística. Milão é a capital industrial, financeira e de moda da Itália. Veneza, com seu intrincado sistema de canais, atrai turistas de todo o mundo, especialmente durante o Carnaval de Veneza e a Bienal.
A Itália é o lar do maior número de Patrimônios da Humanidade da UNESCO (51), e de acordo com uma estimativa o país é o lar de metade dos grandes tesouros de arte do mundo. A nação tem, em geral, cerca de 100.000 monumentos de qualquer espécie (igrejas, catedrais, sítios arqueológicos, casas e estátuas).

## Arte
O período do Renascimento iniciou-se na Itália no século XIV e perdurou até ao século XVI.
Feitos literários, tais como a poesia de Petrarca, Tasso e Ariosto; assim como a prosa de Boccaccio, Maquiavel e Castiglione exerceram uma enorme e duradoura influência no desenvolvimento subsequente da cultura Ocidental; iguais repercussões tiveram a pintura, escultura e a arquitectura produzida por gigantes como Leonardo da Vinci, Raffaello, Botticelli, Michelangelo, Brunelleschi, Bramante, Masaccio, Giorgio Vasari, Tintoretto, Paolo Veronese e Fra Angelico.

### Arquitetura
Ruínas de grandes construções do passado levaram a Itália a testificar a grandeza de culturas precedentes. A história da arquitetura italiana remonta aos estilos aplicados por gregos e etruscos, progredindo ao romano clássico, e então, desencadeando no Renascimento cultural e ampliando-se na era Barroca. Durante o período da Renascença Italiana, era comum aos estudantes de arquitetura estudar as ruínas antigas de Roma com base essencial de sua formação acadêmica.
A Antiga Basílica de São Pedro (construída a partir de aproximadamente 330), foi provavelmente a mais significante basílica cristã da Primeira Era, um estilo de templo que tornou-se dominante nos primeiros anos da Idade Média. A Antiga São Pedro situava-se no local da atual Basílica de São Pedro, no Vaticano. Os primeiros prédios romanescos significantes eram os templos cristãos construídos na Itália durante o século IX. Inúmeros exemplos de arquitetura bizantina medieval também podem ser encontrados na Itália. A mais conhecida construção bizantina deste período é a Basílica de São Marcos, em Veneza.
O maior florescimento da arquitetura italiana ocorreu durante o Renascimento. Filippo Brunelleschi fez grandes contribuições para o projeto arquitetônico com sua cúpula para a Catedral de Florença. Leon Battista Alberti foi outro dos primeiros arquitetos da Renascença cujas teorias e projetos tiveram uma enorme influência sobre arquitetos posteriores.
Talvez a maior conquista da arquitetura renascentista italiana foi a Basílica de São Pedro, originalmente projetada por Donato Bramante no início do século XVI. Andrea Palladio influenciou arquitetos em toda a Europa ocidental com as vilas e palácios que ele projetou no meio e final do século XVI. É amplamente considerado o indivíduo mais influente na história da arquitetura.
O período barroco produziu vários arquitectos italianos proeminentes no século XVII especialmente conhecido para suas igrejas. Os arquitetos mais importantes incluíam Gian Lorenzo Bernini e Francesco Borromini. Numerosos arquitetos italianos modernos, como Renzo Piano, são famosos em todo o mundo.

### Música
Do folk ao clássico, a música sempre teve um papel importante na cultura italiana. Tendo dado à luz a Ópera, por exemplo, a Itália fornece muitos dos fundamentos da tradição da música clássica. Alguns dos instrumentos que estão frequentemente associados com a música clássica, incluindo o piano e o violino, foram inventados na Itália e muitas das formas de música clássica existentes podem traçar suas raízes de volta às inovações da música italiana dos séculos XVI e XVII (Como a sinfonia, concerto e sonata).
Os compositores italianos têm desempenhado um papel importante na música desde a Idade Média. No século XI, Guido de Arezzo, um monge italiano, desenvolveu um sistema revolucionário de notação e método de visão-cantar. O canto gregoriano, a canção trovadoresca e o madrigal eram formas da música italiana primitiva.
Durante o Renascimento, Giovanni Pierluigi da Palestrina compôs obras-primas de música coral para uso em serviços religiosos. As primeiras óperas foram compostas em Florença na década de 1590. A ópera emergiu como uma forma de arte durante o período barroco. Claudio Monteverdi foi o primeiro grande compositor da ópera barroca no início do século XVII. Importantes compositores do final do século XVII e início do século XVIII incluíam Alessandro Scarlatti, seu filho Domenico e Antonio Vivaldi. Alessandro tornou-se mais conhecido por suas óperas, Domenico por suas composições de teclado, e Vivaldi por suas obras para violino. Durante o século XIX e início do século XX, as óperas populares foram compostas por Gioachino Rossini, Vincenzo Bellini, Gaetano Donizetti, Giuseppe Verdi e Giacomo Puccini.
Os artistas italianos contemporâneos, escritores, cineastas, arquitetos, compositores, e designers continuam a contribuir de forma significativa para a Cultura Ocidental.

## Língua
O italiano, língua oficial da Itália, nasceu na Toscana, região cuja capital é Florença, e deriva do latim, língua do Império Romano. Dante Alighieri, que viveu no século XIII, autor da Divina Comédia, é considerado o "pai" da língua italiana.
No entanto, por influência de tantas Cidades-estado até 1861, falando e escrevendo diferentes línguas, há muitas linguas vivas que sobrevivem até hoje: exemplos são o sardo, o napolitano, o veneto, o friulano e o siciliano.

## Festividades e feriados
| Data           | Nome em português         | Nome em italiano               | Obs. |
| -------------- | ------------------------- | ------------------------------ | ---- |
| 1 de Janeiro   | Ano Novo                  | Capodanno                      | 1236 |
| 6 de Janeiro   | Dia de Reis               | Epifania                       | 1996 |
| Data variável  | Domingo de Páscoa         | Pasqua                         | 1995 |
| Data variável  | Segunda-feira de Páscoa   | Lunedì di Pasqua               | 1995 |
| 25 de Abril    | Aniversário da Libertação | Liberazione                    | 1945 |
| 2 de Junho     | República                 | Festa della República Italiana | 1860 |
| 1 de Novembro  | Todos os Santos           | Tutti i Santi                  | 1996 |
| 8 de Dezembro  | Imaculada Conceição       | Immacolata                     |      |
| 25 de Dezembro | Natal                     | Natale                         |      |
| 26 de Dezembro | Dia de Santo Estêvão      | Santo Stefano                  |      |
| 31 de Dezembro | Noite de São Silvestre    | San Silvestro                  |      |

## Desporto
O futebol é o desporto principal da Itália, e os italianos são conhecidos pela paixão com que o jogam. É um dos mais poderosos e tradicionais do mundo, partindo do ponto que a Squadra Azzurra, como é conhecida a seleção, venceu quatro vezes o Campeonato do Mundo: em 1934, 1938, 1982 e 2006. O campeonato italiano também é um dos poucos campeonatos europeus que possui várias equipas de primeiro escalão. No caso, algumas delas são: Milan, Lazio, Internazionale, Roma, Fiorentina, Juventus, entre outros.
A mídia italiana cobre intensamente o campeonato e a seleção, e o povo é bastante ligado à modalidade, sendo grandes admiradores desta. Lá, como no Brasil, também ocorrem com frequência escândalos envolvendo jogadores e a arbitragem, e como consequência, viradas de mesa, como as ocorridas recentemente envolvendo Milan, Lazio, Fiorentina e Juventus, esta considerada a maior beneficiada no escândalo.

## Moedas
As moedas de euro italianas possuem cada uma um desenho único, mas referentes a um tema comum que visa honrar as obras de arte italianas mais conhecidas. Cada moeda foi desenhada por um designer diferente, nomeadamente, da moeda de 1 cêntimo à de 2 euros: Eugenio Driutti, Luciana De Simoni, Ettore Lorenzo Frapiccini, Claudia Momoni, Maria Angela Cassol, Roberto Mauri, Laura Cretara e Maria Carmela Colaneri. Todos os desenhos têm em comum as 12 estrelas da União Européia, o ano de distribuição e as letras sobrepostas "RI", de Repubblica Italiana (República Italiana).